# Gertrud Zscheked
Gertrud Friederike Zscheked (geborene Voss; * 5. Juni 1886 in Schwerin; † 2. September 1970 ebenda) war eine deutsche Landschafts- und Porträtmalerin sowie Illustratorin.

## Leben
Gertrud Voss war eine Tochter des Schweriner Rechtsanwalts und späteren Justizrates Bernhard Voss und dessen Frau Paula Louise, geborene Matthies.
Ab 1906 absolvierte sie ein Studium an der Hochschule für Bildende Künste in Weimar, wo sie Schülerin von Sascha Schneider, Fritz Mackensen und Hans Olde war. An der Hochschule lernte sie ihren späteren Mann Richard Zscheked kennen, den sie 1913 heiratete. Nach dem Ersten Weltkrieg ließen sie sich in Schwerin nieder. Zusammen mit Wilhelm Facklam gründete Zscheked hier eine Malschule.
Gertrud Zscheked malte Landschafts-, Kinder- und Blumenbilder. Daneben war sie als Illustratorin tätig, so etwa beim Buch Vom Heulpeterchen ihrer Schwester Irmgard Spangenberg (1889–1976).

## Werke (Auswahl)
- Im Hafen von Warnemünde, (1937)[2]
- Schwerin. Blick auf die Stadt, Radierung, Platte 31,8 × 41,7 cm (1939)

Illustratorin
- Irmgard Spangenberg: Vom Heulpeterchen. Kafemann, Danzig 1929

## Ausstellungen
- 1939: Zeitgenössische Mecklenburgische Maler Schwerin, Mecklenburgisches Landesmuseum[2]